# Schlagintweitia
Schlagintweitia je manji biljni rod iz porodice glavočika. Pripadaju mu tri vrste trajnica rasprostranjenih na području Italije, Francuske, Njemačke, Švicarske. 

## Vrste
1. Schlagintweitia chamaepicris (Arv.-Touv.) Greuter
2. Schlagintweitia huteri (Hausm. ex Bamb.) Gottschl. & Greuter
3. Schlagintweitia intybacea (All.) Griseb.